# Vom Himmel kam der Engel Schar

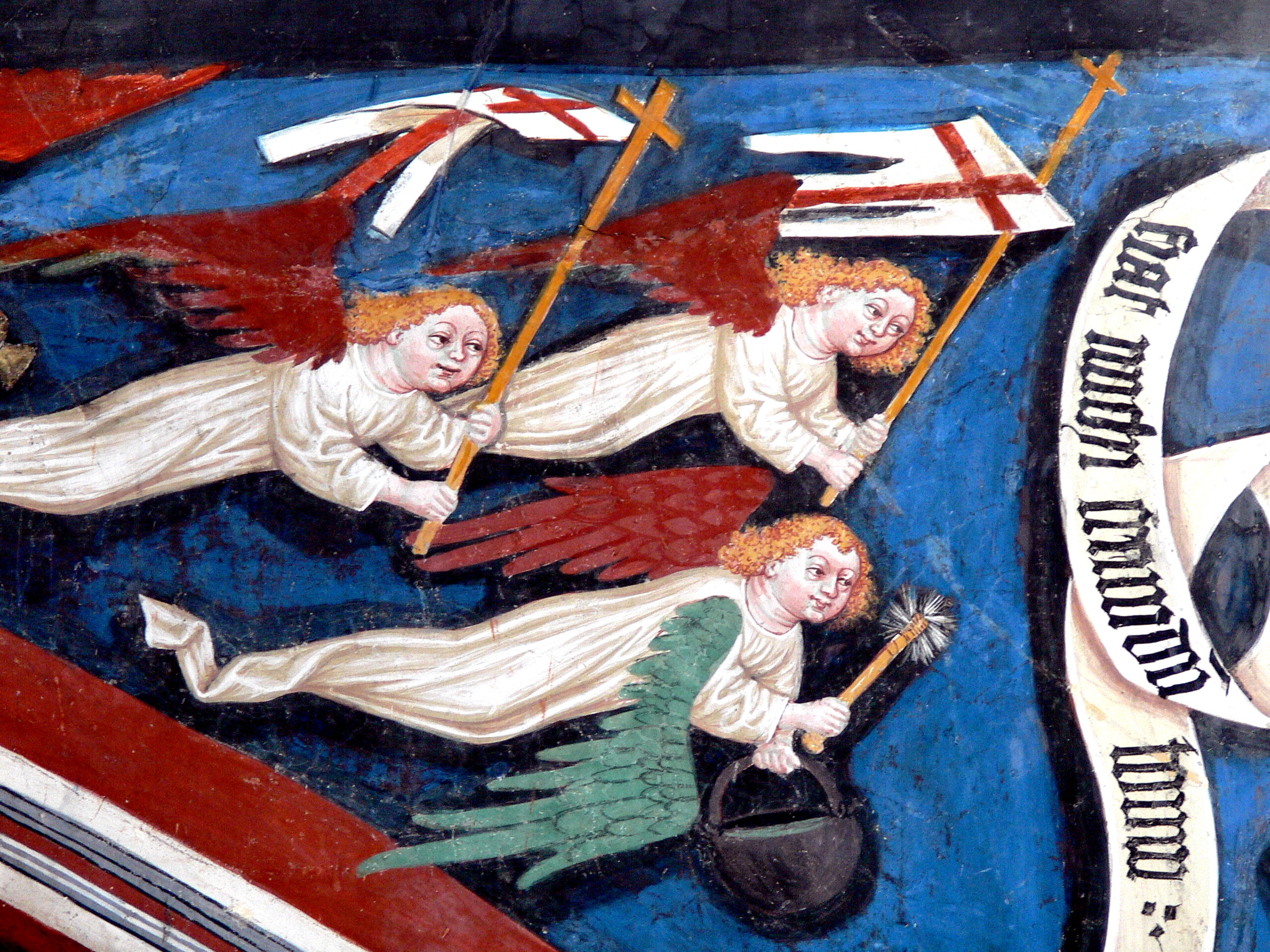
St. Georg in Taisten. Fresko Leonhard von Brixen (1459): Verkündigung - Engelschar

Vom Himmel kam der Engel Schar ist ein von Martin Luther im Jahr 1543 veröffentlichtes Weihnachtslied.

## Inhalt
Das Lied folgte bereits in der Erstpublikation auf das Lied Vom Himmel hoch, da komm ich her unter dem Titel: Ein ander Christlied / im vorigen Thon. Beide Lieder entfalten die Verkündigung an die Hirten (Lk 2,8-14 ). Das erste in Form eines Kinderliedes gestaltete Lied ließ auf die in wörtlicher Rede formulierte Weihnachtsbotschaft des Verkündigungsengels in der ersten Person (ich bring euch gute neue Mär) (Lk 2,9–12 ) das jubelnde Echo der Adressaten folgen. Dem folgt nun in diesem Lied die Beschreibung des sich der Verkündigung anschließenden Auftritts der „Engel Schar“ (Lk 2,13 ): Dabei geht die narrative Einleitung (Str. 1 Z. 1–3) dem als wörtliche Rede gestalteten Engelsjubel voraus. Nach der prägnanten Botschaft von dem verheißenen Kind und Heiland in Bethlehem (Str. 1–2) ergeht der Aufruf zum Jubel an die Hörer aufgrund der Menschwerdung Gottes in Fleisch und Blut (Str. 3) und als Gotts Geschlecht (Str. 6), die über Sünd und Tod, Teufel und Höll (Str. 4) und Anfechtung (Str. 5) triumphieren lässt.

## Melodie
In der Erstausgabe des Liedes im Gesangbuch Geistliche Lieder zu Wittemberg, Anno 1543. (...), wird es der vorigen Melodie, der Melodie zu Vom Himmel hoch, da komm ich her, zugeordnet.
Im Evangelischen Gesangbuch unter der Nummer 25 steht es heute mit der Melodie zu Ich komm aus fremden Landen her. Zu dieser Melodie dichtete Luther auch ursprünglich Vom Himmel hoch, da komm ich her, bevor seine eigene Melodie 1539 veröffentlicht wurde.

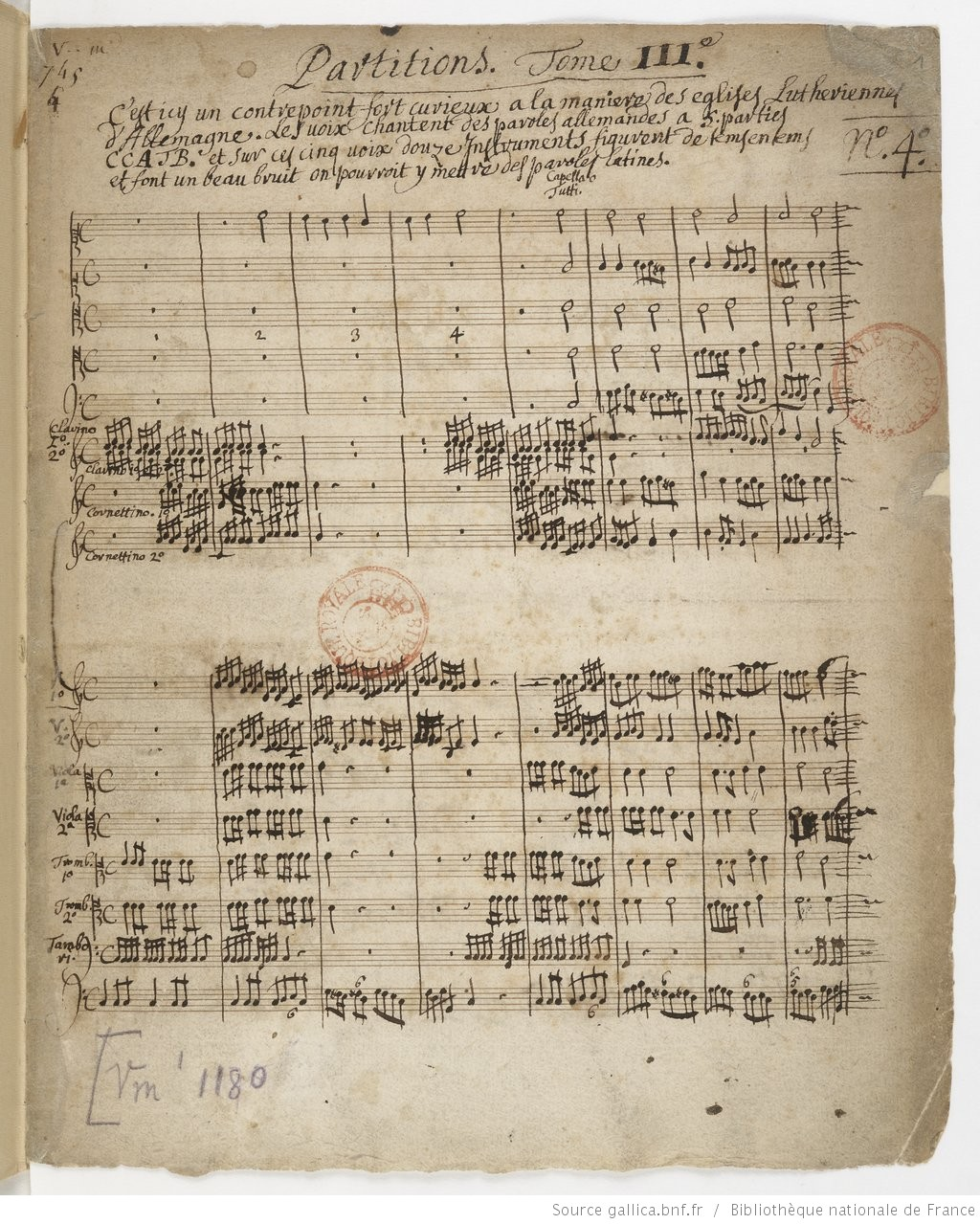
'Vom Himmel kam der Engel Schar' Johann Schelle.

## Text
1) Vom Himmel kam der Engel Schar,

erschien den hirten offenbar;

sie sagten ihn’: „Ein Kindlein zart,

das liegt dort in der Krippen hart.

2) zu Bethlehem, in Davids Stadt,

wie Micha das verkündet hat,

es ist der herre Jesus Christ,

der euer aller Heiland ist.
3) Des sollt ihr alle fröhlich sein,

daß Gott mit euch ist worden ein.

Er ist geborn eu’r Fleisch und Blut,

eu’r Bruder ist das ewig Gut.

4) Was kann euch tun die Sünd und Tod?

Ihr habt mit euch den wahren Gott;

laßt zürnen Teufel und die Höll,

Gottes Sohn ist worden eu’r Gesell.
5) Er will und kann euch lassen nicht,

setzt ihr auf ihn eu’r Zuversicht;

es mögen euch viel fechten an:

dem sei Trotz, der’s nicht lassen kann.

6) Zuletzt müßt ihr doch haben recht,

ihr seid nun worden Gotts Geschlecht.

Des danket Gott in Ewigkeit,

geduldig, fröhlich allezeit.
Es wurde unter anderem von Johann Sebastian Bach für sein Orgelbüchlein bearbeitet (BWV 607) und von Johannes Weyrauch als Chorwerk (WeyWV 55,5).